# 八號鎮區 (阿肯色州本頓縣)
八號鎮區（英語：Township 8）是位於美國阿肯色州本頓縣的一個行政鎮區。根據2010年美國人口普查，該地共人口12637人，而該地的面積約為20.79平方千米。

## 地理
八號鎮區的座標為36°22′49″N 94°12′02″W / 36.38028°N 94.20056°W，而該地最高點為海拔高度米（即英尺）。